# Stictoptera hampsoni
Stictoptera hampsoni là một loài bướm đêm trong họ Noctuidae.